# 214级潜艇
214級潛艇是德國研製的一級柴電潛艦，也是目前國際市場上的主流產品。鑒於209級潛艇自1960年量產以來一直是國際上的主要購買選項，因此哈德威造船廠在209級潛艇基礎上做動力性能提升的潛艇，同時將212A級潛艇的優點引進214級設計裡，因此214級被看作是209級的接替產品，相較於專門針對德國海軍近岸環境設計的212A級，214級體型較大，續航與持續作戰性能有所提升，目前已被多國海軍採購，214級擁有絕氣推進系統。

## 設計與特點
- 與209級、212A級相比，214級減少了下潛深度。
- 耐壓艇體由HY80和HYl00低磁鋼建造，強度高、彈性好，下潛深度大於250米（理論值400米），不易被敵方磁探測器發現。艇體進行光順設計，儘量減少表面開口，開口採用擋板結構以便盡可能地減小海水流動雜訊。
- 光順的外形及塗敷在艇體外表面的聲波吸附材料對大幅度降低水下目標強度發揮了很大作用，減少了被敵人探測到的幾率，增加了自身的聲納探測距離。
- 潛艇採用模組化設計，所有的模組、管系和電纜都裝在彈性基座上。
- 配備了供30名艇員居住的標準艙室，每個艇員都有自己的固定床位。

## 使用國
自2001年起，該型潛艇技術已轉移給韓國、希臘以及土耳其的造船廠，由該國自行生產該型潛艇。
至目前為止，希臘擁有四艘，韓國擁有十艘，葡萄牙擁有兩艘，而土耳其亦下訂六艘。
韓國海軍稱為孫元一級。

## 圖庫

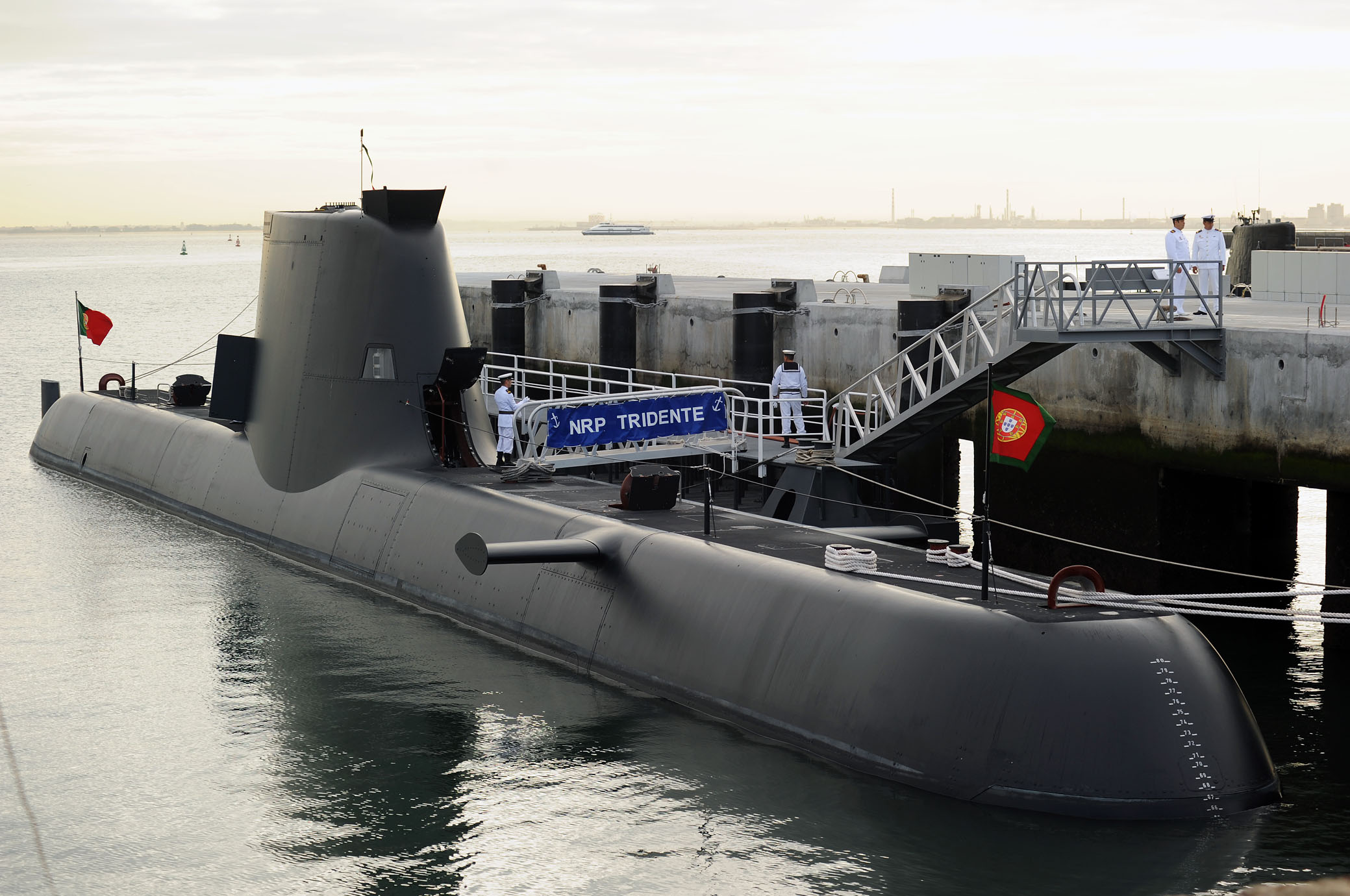
葡萄牙海軍（NRP）S-161 魚叉號（Arpão）（2010年葡萄牙、里斯本、海軍基地）

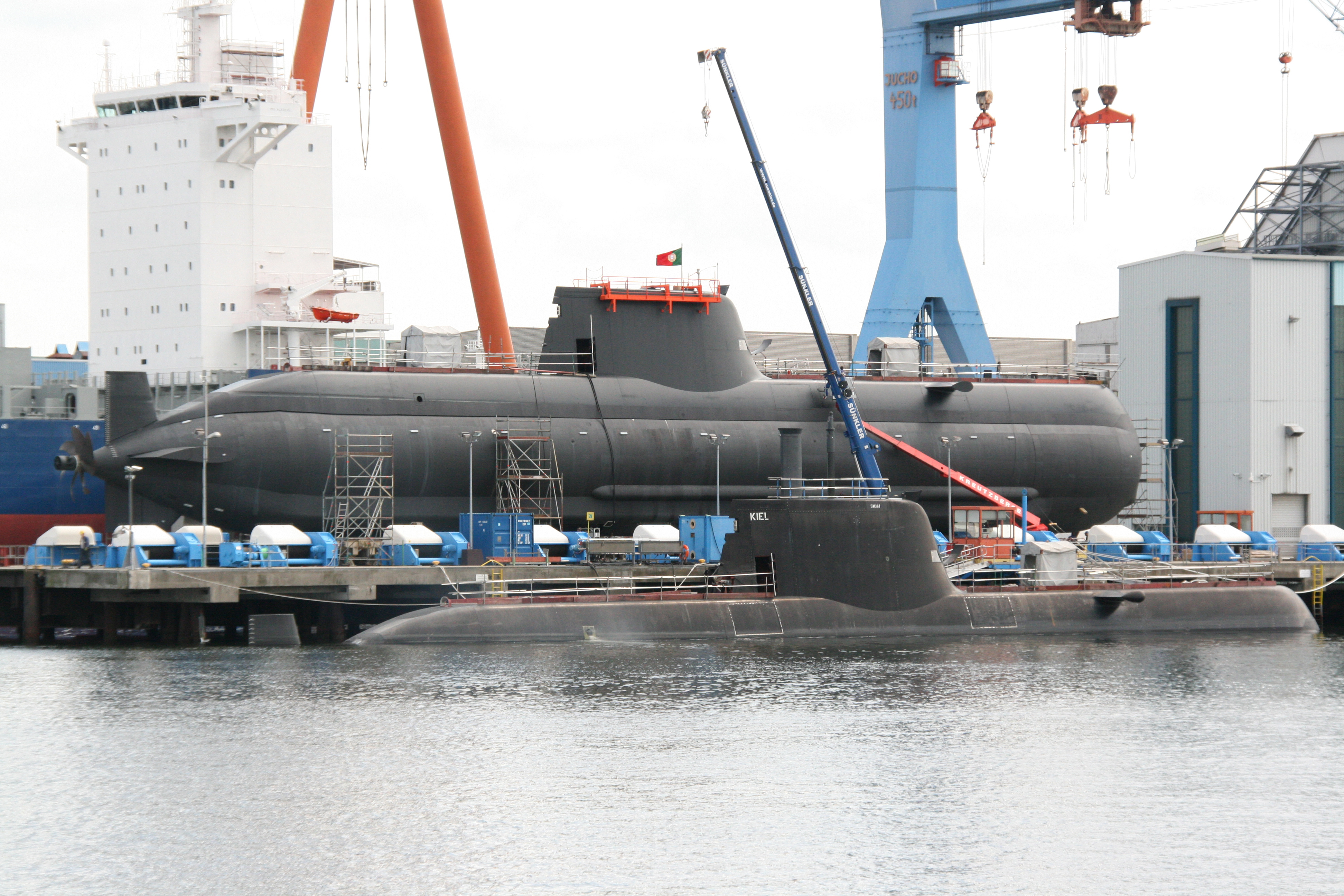
S-160 三叉戟號（船台上）（葡萄牙）與S-120 帊帊尼科里斯號（Papanikolis）（希臘）

## 同級艦
| 舷號   | 艇名               | 建造商             | 下水日期       | 服役日期       |
| 希腊   | 希腊               | 希腊               | 希腊           | 希腊           |
| ------ | ------------------ | ------------------ | -------------- | -------------- |
| S120   | Papanikolas        | 哈德威造船廠       | 2004年4月      | 2010年11月2日  |
| S121   | Pipinos            | 希臘造船廠         | 2006年10月     | 2015年中       |
| S122   | Matrozos           | 希臘造船廠         | 2007年11月     | 2016年6月23日  |
| S123   | Katsonis           | 希臘造船廠         | 2007年         | 2016年6月23日  |
| 未知   |                    | 希臘造船廠         |                |                |
| 未知   |                    | 希臘造船廠         |                |                |
|        |                    |                    |                |                |
| SS072  | 孫元一號           | 現代重工業         | 2006年6月9日   | 2007年12月27日 |
| SS073  | 鄭地號             | 現代重工業         | 2007年6月13日  | 2008年12月2日  |
| SS075  | 安重根號           | 現代重工業         | 2008年6月4日   | 2009年12月1日  |
| SS076  | 金佐鎮號           | 大宇造船           | 2013年8月13日  | 2014年12月30日 |
| SS077  | 尹奉吉號           | 現代重工業         | 2014年7月3日   | 2016年6月21日  |
| SS078  | 柳寛順號           | 大宇造船           | 2015年5月7日   | 2017年7月10日  |
| SS079  | 洪范圖號           | 現代重工業         | 2016年4月5日   | 2018年1月23日  |
| SS081  | 李范奭號           | 大宇造船           | 2016年11月8日  | 2019年5月13日  |
| SS082  | 申乭石號           | 現代重工業         | 2017年9月7日   | 2020年1月31日  |
| 葡萄牙 |                    |                    |                |                |
| S160   | 三叉戟號           | 哈威德造船廠       | 2010年         | 2010年5月      |
| S161   | 魚叉號             | 哈威德造船廠       | 2010年         | 2011年4月      |
| 土耳其 |                    |                    |                |                |
| S-330  | TCG Pirireis       | 高爾居克海軍造船廠 | 2019年12月22日 |                |
| S-331  | TCG Hizirreis      | 高爾居克海軍造船廠 |                |                |
| S-332  | TCG Murat Reis     | 高爾居克海軍造船廠 | 建造中         |                |
| S-333  | TCG Aydin Reis     | 高爾居克海軍造船廠 |                |                |
| S-334  | TCG Seydi Ali Reis | 高爾居克海軍造船廠 | 建造中         |                |
| S-335  | TCG Selman Reis    | 高爾居克海軍造船廠 |                |                |

## 資料來源
1. ↑  .   [2009-12-29]. （原始内容存档于2009-07-26）.

## 外部連結
- Naval Technology（页面存档备份，存于）
- Global Security（页面存档备份，存于）
- Hellenic-shipyards